# Шміг
Шміг (рум. Șmig) — село у повіті Сібіу в Румунії. Входить до складу комуни Алма.
Село розташоване на відстані 237 км на північний захід від Бухареста, 53 км на північний схід від Сібіу, 89 км на південний схід від Клуж-Напоки, 110 км на північний захід від Брашова.

## Населення
За даними перепису населення 2002 року у селі проживали 959 осіб.
Національний склад населення села:
| Національність | Кількість осіб | Відсоток |
| -------------- | -------------- | -------- |
| румуни         | 730            | 76,1%    |
| угорці         | 219            | 22,8%    |
| німці          | 8              | 0,8%     |

Рідною мовою назвали:
| Мова      | Кількість осіб | Відсоток |
| --------- | -------------- | -------- |
| румунська | 732            | 76,3%    |
| угорська  | 220            | 22,9%    |
| німецька  | 7              | 0,7%     |